# شكرالله نبيل الحاج
شكر الله نبيل الحاج  من مواليد 26 فبراير 1943 في منطقة حجي في لبنان هو أسقف أبرشية صور الكاثوليكية المارونية.

## حياته
وُلد الحاج في قرية حجي في قضاء صيدا التابعة لحكومة جنوب لبنان  التحق بالمدرسة البطريركية المارونية في 1957، وهناك درس في التعليم الثانوي حتى 1962، وفي العام التالي دخل الحاج جامعة القديس يوسف في بيروت ودرس الفلسفة واللاهوت، وفي 13 يونيو 1970 تم تعيين الحاج إلى الكهنوت.
في 1977 حصل على شهادة في اللغة الفرنسية من الجامعة اللبنانية وحصل على منحة للدراسة في فرنسا، حيث حصل على دبلوم في الدراسات المتقدمة (DEA) من جامعة بروفانس، وحصل على الدكتوراه في 1981 في اللغة الفرنسية. وعند عودته إلى لبنان درس في جامعة القديس يوسف والجامعة اللبنانية.
في يونيو 2003 أنتخب رئيس أساقفة صور، بعد تأكيد الكرسي الرسولي في 25 سبتمبر 2003 تم تعيينه «عميد الأساقفة في صور» من قبل بطريرك أنطاكية الماروني الكاردينال نصر الله بطرس صفير، وزملاءه رولاند أبوجاودي ‏، أسقف أنطاكية المساعد ومارون خوري الصدر ‏ في 29 نوفمبر 2003.
في الجمعية الخاصة لمجمع الشرق الأوسط، أخذ رئيس الأساقفة الرأي  بأن المسيحيين يجب ألا يقودوا معركة وحيدة، ولكن تضامنًا يجب أن يعيش مع جميع المواطنين، وكمثال على التعايش بين المسيحيين والمسلمين، استشهد بمؤسسة أديان، في كثير من الخطب والمساهمات، حث المسيحيين اللبنانيين في السابق على عدم مغادرة البلاد.

## روابط خارجية
- http://www.catholic-hierarchy.org/bishop/bhage.html
- http://www.gcatholic.org/dioceses/diocese/tyrz1.htm